# Jordi Pujol i Soley
|  | Aquest article tracta sobre el president de la Generalitat de Catalunya. Vegeu-ne altres significats a «Jordi Pujol (desambiguació)». |

Jordi Pujol i Soley (Barcelona,  9 de juny del 1930) és un polític i empresari català, líder de Convergència Democràtica de Catalunya (CDC) del 1974 al 2003 i president de la Generalitat de Catalunya del 1980 al 2003.
Va ser elegit president de la Generalitat en les eleccions al Parlament de Catalunya del 1980, i reelegit en les del 1984, 1988, 1992, 1995 i 1999. El 2003, en acabar el seu darrer mandat, es va retirar de la primera línia política i va deixar la direcció del partit en mans d'Artur Mas, tot i que va continuar com a president de CDC i va ser nomenat president fundador de CiU. El 2008 fou proclamat de nou president de CDC, càrrec que mantingué fins a l'any 2012, quan passà a ser president honorari de CDC.
El juliol del 2014 Jordi Pujol va confessar per mitjà d'un comunicat personal que havia mantingut durant 34 anys, incloent-hi els 23 en què va ser president de la Generalitat, «diners ubicats a l'estranger» provinents d'una deixa del seu pare, i que no els havia regularitzat perquè «no va trobar mai el moment adient». El cas es troba actualment sota investigació judicial.

## Biografia

### Joventut i estudis
Els seus avis paterns eren fabricants de taps de suro de Darnius, a l'Alt Empordà, i els materns eren pagesos de Premià de Dalt, al Maresme. Després de fer fallida la fàbrica de suro, el 1917, la família Pujol es trasllada a Premià de Mar.
El seu pare, Florenci, catalanista d'Esquerra Republicana de Catalunya i catòlic practicant, treballava de grum en l'establiment que Banca Marsans tenia a la Rambla Catalunya de Barcelona. Més endavant fou un borsista independent. La seva mare, Maria, descendia de pagesos. En casar-se van anar a viure a Barcelona.
Jordi va néixer el 9 de juny del 1930, al núm. 15 del carrer Septimània de Barcelona. A més de Jordi i Maria, els pares van tenir un tercer fill, Joan, que va morir al cap de pocs mesos de néixer. L'ambient catalanista que va respirar Jordi des de petit a la família el va influir decisivament. Quan tenia cinc anys, buscant una escola de qualitat i no religiosa, van decidir apuntar-lo al Col·legi Alemany de Barcelona. En esclatar la guerra, el 1936, l'escola va tancar i la família Pujol Soley se'n va tornar a viure a Premià de Dalt. Un cop acabada la guerra, el 1939, tornen a Barcelona i Jordi és matriculat de nou al Col·legi Alemany, fins que un altre conflicte bèl·lic, la Segona Guerra Mundial del 1939-45, fa que torni a tancar. Pujol havia après perfectament l'alemany, el francès i el castellà. El 1942 va començar a estudiar català, que llavors estava prohibit, només amb l'ajuda d'una gramàtica catalana de l'editorial Barcino. Més tard aprofundiria els estudis de català de manera privada a casa del pedagog Joan Triadú. Amb quinze anys se'n va a acabar el batxillerat a l'Acadèmia Pérez Iborra.

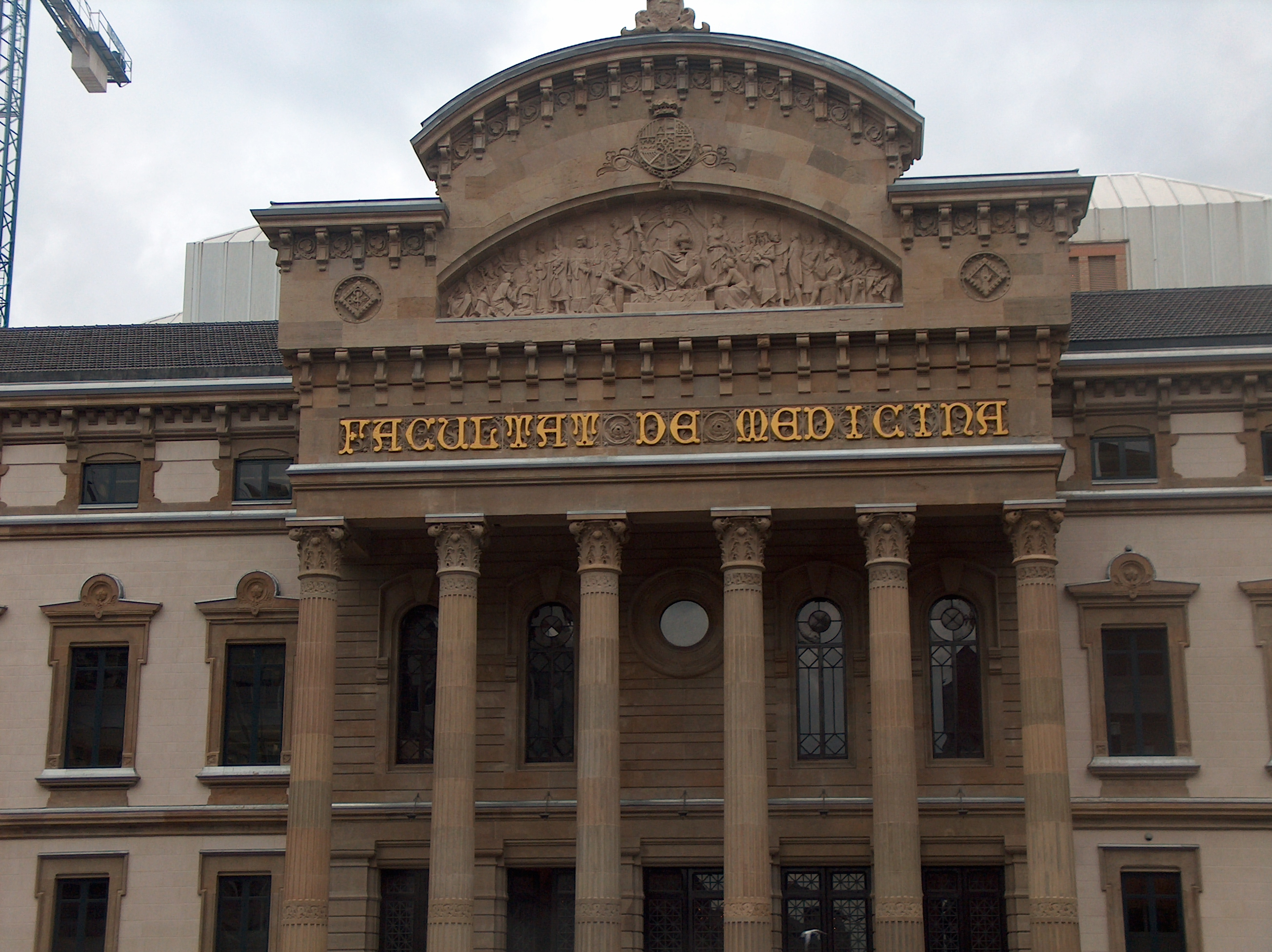
Facultat de Medicina a la Universitat de Barcelona

Amb setze anys va començar Medicina a la Universitat de Barcelona. Durant els primers anys universitaris actuà a la resistència contra el règim del general Franco, a través d'associacions catòliques, polítiques o culturals, en defensa de la democràcia, de la identitat de Catalunya i, sobretot, de la seva llengua i de la seva cultura, perseguides per la dictadura. Entre d'altres, destaca el Grup Torras i Bages (1947), on coincidí amb l'activista Pere Figuera i Serra, la Confraria de la Mare de Déu de Montserrat de Virtèlia (1950-1954) i el grup CC (1954). Dues persones vinculades a aquests moviments varen influir en la seva educació catòlica i catalana: el pare Llumà, director espiritual de la confraria, i Raimon Galí a CC. El 1948 va conèixer Albert Manent, que es va convertir en un altre dels seus mentors intel·lectuals.
Durant els darrers anys universitaris, entre el 1950 i el 1954, amb una carrera que no l'omplia, amb una barrera infranquejable en el terreny polític i cultural, i amb una relació cada vegada més gran amb la confraria, Jordi Pujol es va refugiar en la fe cristiana i va estar a punt de decidir-se per la vocació religiosa.
Acabada la carrera, va entrar com a gerent als Laboratoris Martín Cuatrecasas, després Laboratoris Fides, on el seu pare havia comprat una quantitat important d'accions. Hi va impulsar la investigació i va comercialitzar productes com el Neo-Bacitrin, una pomada per a les irritacions cutànies.
A la confraria Virtèlia coneix Marta Ferrusola, filla d'uns botiguers de l'Eixample originaris de Queralbs, amb qui es va casar el 4 de juny de 1956 i amb qui ha tingut set fills, Jordi (1958), Marta (1959), Josep (1963), Pere (1965), Oriol (1966), Mireia (1969) i Oleguer (1972).

### Lluita i empresonament

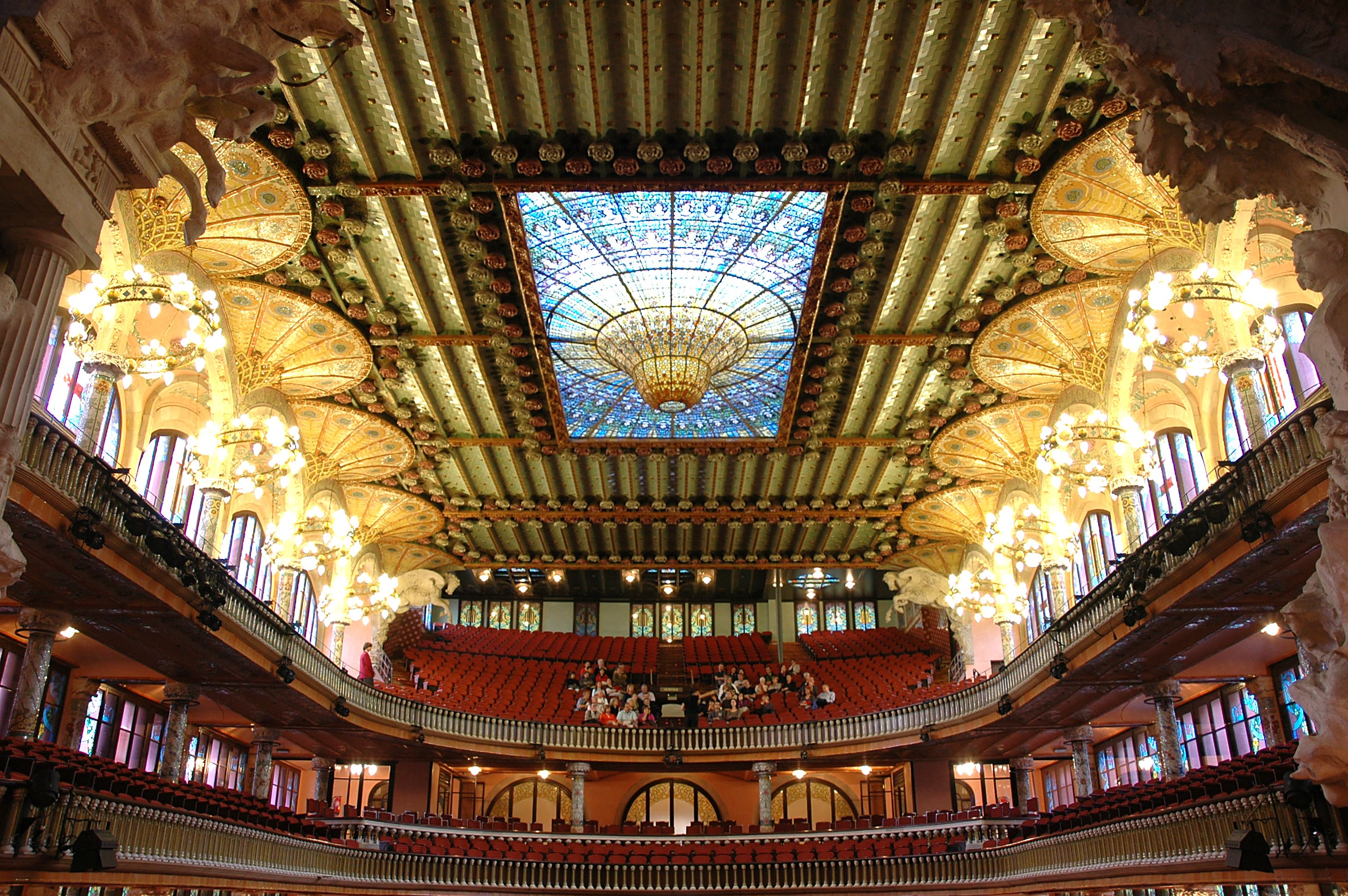
El Palau de la Música, escenari dels Fets del Palau

Pujol va anar forjant una ideologia política influïda pels grans teòrics de la democràcia cristiana europea, vinculats sobretot a la revista francesa Esprit. Llegia tota la premsa europea gràcies al domini de les llengües apreses en edat escolar. Domina el català, el castellà, l'anglès, el francès, l'alemany i l'italià.
Fou llavors quan Jordi Pujol començà a alimentar un pensament recurrent i obsessiu: la necessitat de crear una banca per a Catalunya. El març del 1959, un grup d'accionistes encapçalats per Pujol va comprar la petita Banca Dorca d'Olot, li va canviar el nom per Banca Catalana i en traslladà la seu a Barcelona.
Pujol rebia en aquest moment la influència de Josep Benet, tot un referent per a la mobilització política dels més joves. Després de l'afer Galinsoga amb el director de La Vanguardia, Luis Martínez de Galinsoga, que va cridar en públic «Todos los catalanes son una mierda», Jordi Pujol va participar en la campanya contra aquest rotatiu. Amb l'ajuda de Francesc Pizón, propietari d'una impremta, va repartir un text redactat per ell mateix que tenia per títol la frase pronunciada de Galinsoga. També fou autor, el 15 d'abril de 1960, del fullet Us presentem el general Franco, on feia un despietat retrat del dictador. Un mes després, el 19 de maig, tingueren lloc els Fets del Palau, al Palau de la Música Catalana. Pujol, tot i no ser al Palau, fou un dels organitzadors de la protesta.
Pujol va ser detingut i apallissat el 22 de maig del 1960 per les seves activitats antifranquistes. Va ser sotmès a un judici sense cap garantia jurídica, i el darrer dia va fer un discurs clarament catalanista i democràtic que sabia que representaria la condemna definitiva, malgrat les gestions que havien fet el seu pare i diversos coneguts, com alguns cònsols de països democràtics. En aquell moment, Pujol va dimitir dels càrrecs a Banca Dorca, com també ho van fer el seu pare i el seu cunyat, Francesc Cabana. Va ser sentenciat a set anys de presó —dels quals en va complir dos i mig, a la presó de Torrero, a Saragossa— i un de confinament a Girona.
La seva entrada a la presó va desencadenar una forta campanya per demanar-ne l'alliberament, fins i tot amb manifestacions en algunes capitals europees. La detenció de Pujol va sobtar i va sacsejar l'opinió pública catalana. Els comunistes van omplir les parets de Barcelona amb la frase «JP llibertat», i l'escriptor Xavier Polo va escampar per tot el país la pintada «Pujol Catalunya». Així es va començar a forjar la identificació de Pujol amb Catalunya.

### Banca Catalana

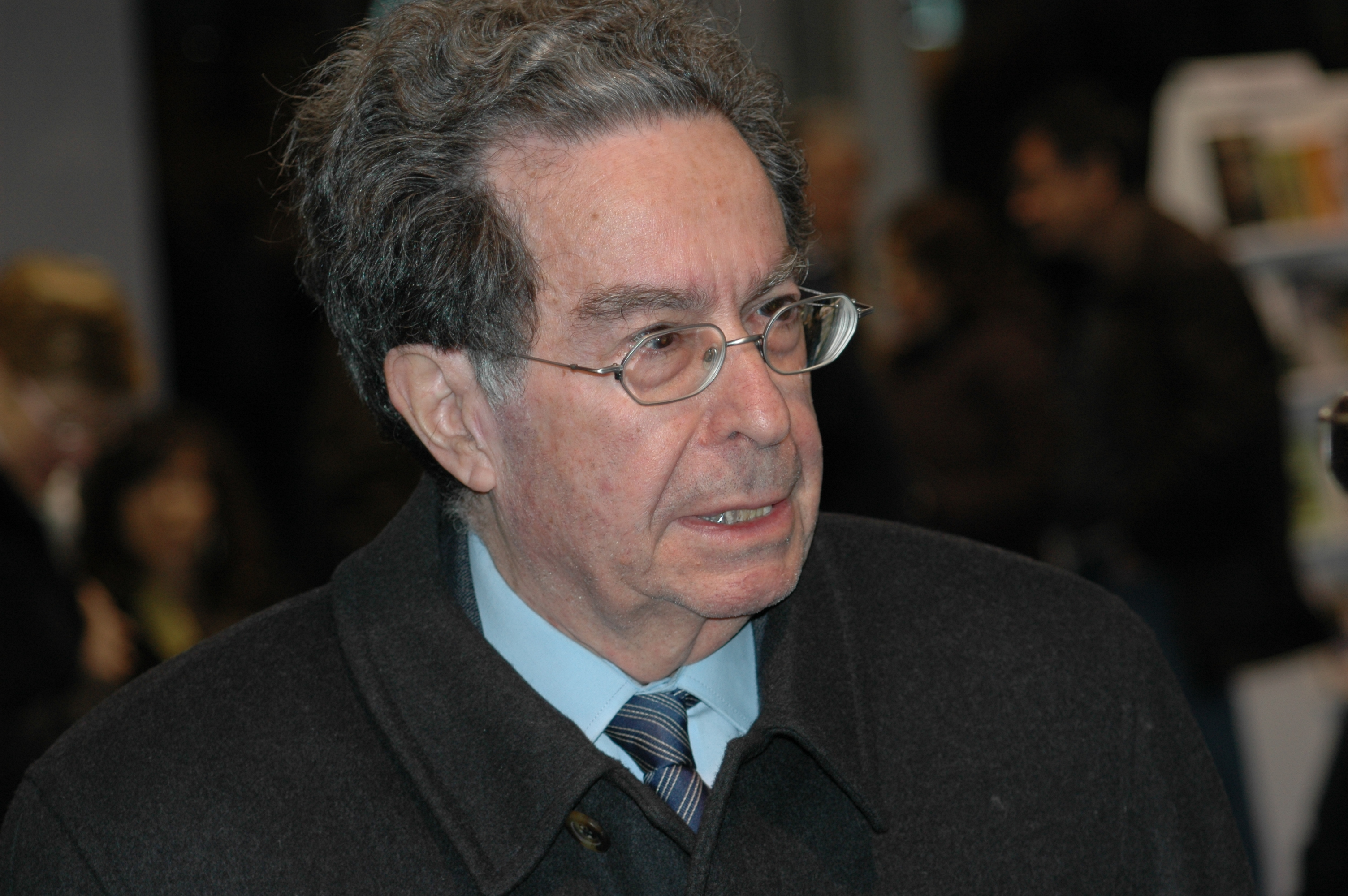
Francesc Cabana, cunyat de Jordi Pujol i un dels impulsors de Banca Catalana

Va sortir de la presó gràcies a dos indults i, després d'establir-se obligatòriament durant un any a Girona, es va traslladar amb la seva família a Barcelona. Va tornar a l'activitat política amb l'objectiu d'organitzar un moviment nacionalista català. Pujol també volia consolidar la idea, que es va estroncar durant els anys de presó, de muntar un gran banc català amb seu a Catalunya per afavorir la cultura i la indústria catalanes. Va fundar i presidir l'entitat financera Banca Catalana, una plataforma des de la qual va finançar els projectes necessaris perquè, desaparegut el dictador, Catalunya tingués els instruments per decidir el seu futur. Francesc Cabana, un dels principals promotors, va afirmar que volien crear un instrument financer al servei de Catalunya. Banca Catalana utilitzà els seus fons per al finançament de projectes al servei del seu programa nacionalista, com el Grup Enciclopèdia Catalana, Òmnium Cultural, la Llibreria Ona o l'Escola de Mestres Rosa Sensat. Va ser en aquest moment que, per portar el projecte Banca Catalana, Pujol es va envoltar dels membres més joves de la burgesia barcelonina, que es convertirien en els seus companys de viatge durant una gran part de la seva vida.
Amb la publicació de l'assaig Els altres catalans, de Francesc Candel, va néixer l'amistat autèntica i sincera de Pujol amb l'autor, a qui va ajudar econòmicament i materialment. El 1966 va liderar la campanya Volem bisbes catalans!
Banca Catalana, amb seu central a l'edifici del passeig de Gràcia inaugurat el 1968, ja començava a tenir un pes propi. Però els inicis del banc són la història del bloqueig contra els intents d'una entitat bancària catalana i barcelonina per poder obrir oficines a Madrid. Banca Catalana era molt mal vista pel Banc d'Espanya per les ajudes que donava a entitats que anaven contra el règim.

### Inici de l'activitat política

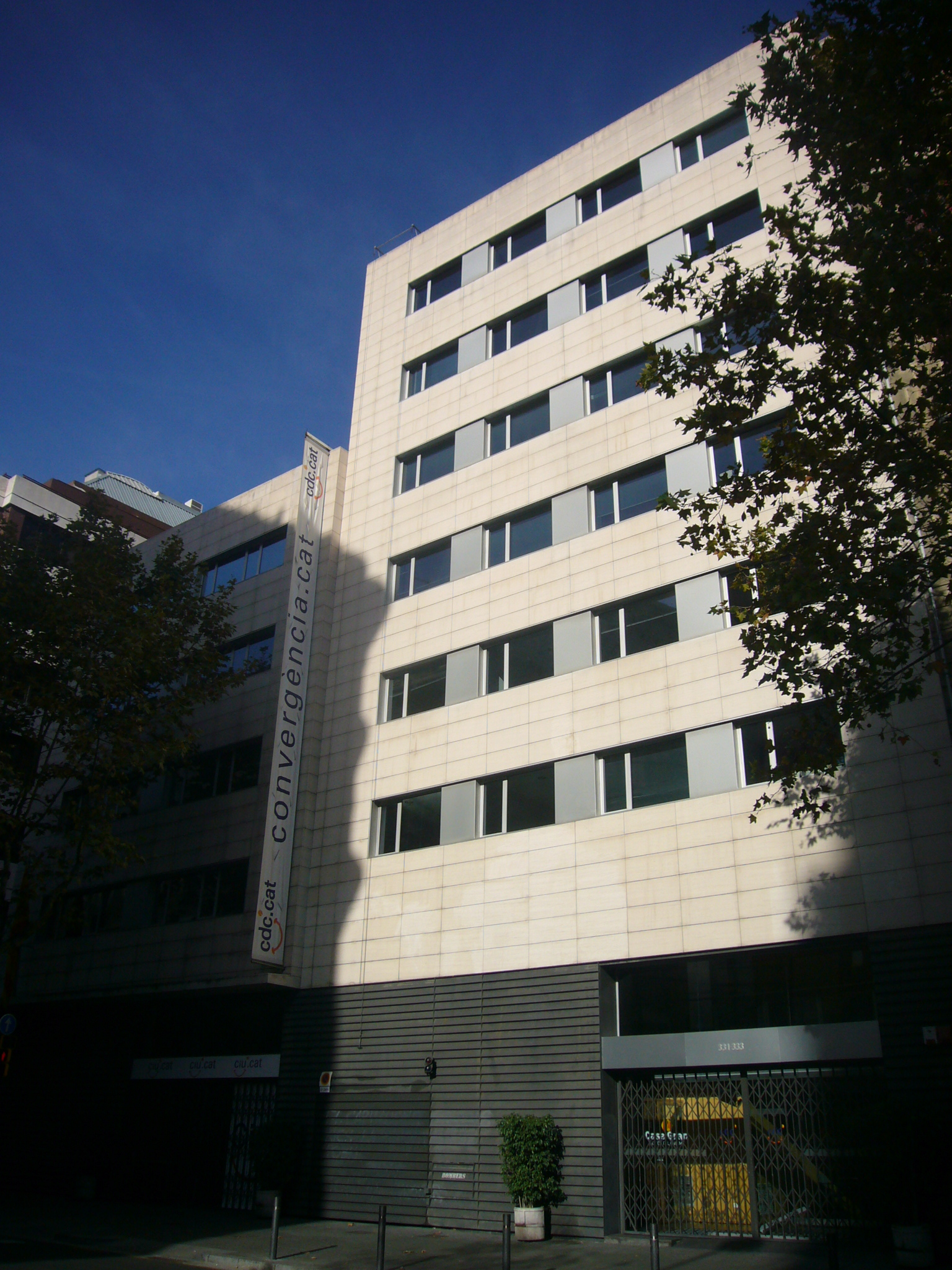
Seu de CDC al carrer Còrsega de Barcelona

El 1974 passà definitivament a l'esfera política i es va convertir en un dels fundadors i primer secretari general de Convergència Democràtica de Catalunya, que es va constituir formalment com a partit el novembre del 1976. Seguidament, prengué el control de la revista Destino i va entrar en el consell d'administració d'El Correo Catalán. La revista va canviar de director tres vegades, amb Josep Vergés, Baltasar Porcel i Josep Pernau. Tres anys més tard, enmig de disputes internes —amb Josep Pla entremig— i en plena crisi, amb la revista en forta caiguda, Pujol en deixà la direcció i la va vendre. Del diari, n'era el director a l'ombra, en redactava els editorials i marcava la línia informativa. Del 1975 al 1978, segons l'Oficina de Justificació de la Difusió, el diari reduí en gairebé 30.000 el nombre d'exemplars. Aquest descens, l'envelliment de la maquinària, l'aparició de l'Avui, dirigit a un públic semblant, i l'ús partidista del diari el van enfonsar en una greu crisi econòmica l'any 1982. El Correo Catalán va desaparèixer tres anys després, enmig de manifestacions en contra davant la Generalitat, presidida per Jordi Pujol.
El juny del 1977, Jordi Pujol es presentà a les primeres eleccions legislatives espanyoles després de la dictadura en representació del Pacte Democràtic per Catalunya, format per Convergència Democràtica de Catalunya, Esquerra Democràtica de Catalunya (EDC), de Ramon Trias Fargas i Macià Alavedra, Partit Socialista de Catalunya-Reagrupament i Front Nacional de Catalunya. Fou elegit diputat al Congrés juntament amb deu representants més de la mateixa coalició. El 5 de desembre del mateix any fou nomenat conseller sense cartera del govern provisional de Catalunya presidit pel president Josep Tarradellas, que havia tornat de l'exili per inaugurar la nova etapa de la Generalitat restaurada.
Un any després, al juny, CDC va absorbir EDC. Trias Fargas va passar a ser president de la nova CDC i es va crear un secretariat integrat pel mateix Trias, Pujol, Roca, Alavedra i Cullell. Al setembre es va formalitzar el pacte de coalició amb Unió Democràtica de Catalunya (UDC). Va ser a partir de llavors que es va crear la marca electoral de Convergència i Unió. En consagrar-se totalment a la política, Pujol va decidir desvincular-se de tots els càrrecs empresarials, incloent-hi Banca Catalana.

### President de la Generalitat
El dijous 20 de març del 1980 se celebraren les primeres eleccions al Parlament de Catalunya després de la recuperació de la democràcia. CiU va guanyar les eleccions contra tot pronòstic, ja que totes les enquestes donaven per fet el triomf de les esquerres. El Partit Socialista de Catalunya (PSC) no va acceptar un govern de coalició ofert per Pujol i el 8 de maig accedia a la presidència de la Generalitat, governant en minoria amb els vots de CC-UCD i ERC. En el seu primer discurs d'investidura com a candidat a la presidència el 1980, va definir les «tres línies principals» del seu primer Govern: «la institucionalització de Catalunya, la de la defensa de la catalanitat i la de l'economia».
El primer decret de Pujol com a president va ser el que creava la Secretaria General de Presidència i nomenava Lluís Prenafeta per ocupar el lloc. Serien deu anys d'estreta col·laboració en els quals molt sovint Prenafeta va haver d'assumir el paper de «dolent». Pocs mesos després, el 30 de setembre de 1980 moria el seu pare, Florenci Pujol.
En el seu primer discurs de Cap d'Any, el 30 de desembre de 1980, Pujol va posar en relleu la restauració de la Generalitat: «Acabem aquest any com a catalans podent fer moltíssimes més coses que no podíem fer ara fa un any. Hem començat a caminar».
En l'intent de cop d'estat del 23 de febrer de 1981, la figura de Jordi Pujol hi tingué molta importància. Va actuar amb celeritat, com a estadista, va parlar amb el Joan Carles I, que presumptament li digué el famós «tranquil, Jordi, tranquil». Pujol sabia que els màxims dirigents estatals estaven segrestats o amagats i, fent un ús intel·ligent dels mitjans de comunicació, la nit d'aquell dia les cadenes de ràdio a Catalunya van emetre un discurs institucional del mateix president, primer en català i després en castellà, per tranquil·litzar la població i assegurant que el cop havia fracassat. Una de les conseqüències del cop d'estat del 23-F fou l'acord entre la UCD i el PSOE per posar en marxa la Llei orgànica d'harmonització del procés autonòmic, que va començar un procés de dilució de l'autogovern català i que va constituir el primer pas d'un desamor crònic de Pujol amb els socialistes.
Al llarg del govern de Jordi Pujol, una de les seves prioritats fou la creació de la Corporació Catalana de Mitjans Audiovisuals. Segons recull en les seves memòries:
| «                      | en el nostre projecte de país, una ràdio i una televisió públiques havien d'ajudar a defensar la llengua i a construir la consciència de catalanitat. […] La ràdio i la televisió van ser, doncs, una prioritat i les vam tirar endavant a la primera legislatura i des del Departament de Presidència mateix | » |
| — Jordi Pujol i Soley. | |   |

### Crisi de Banca Catalana

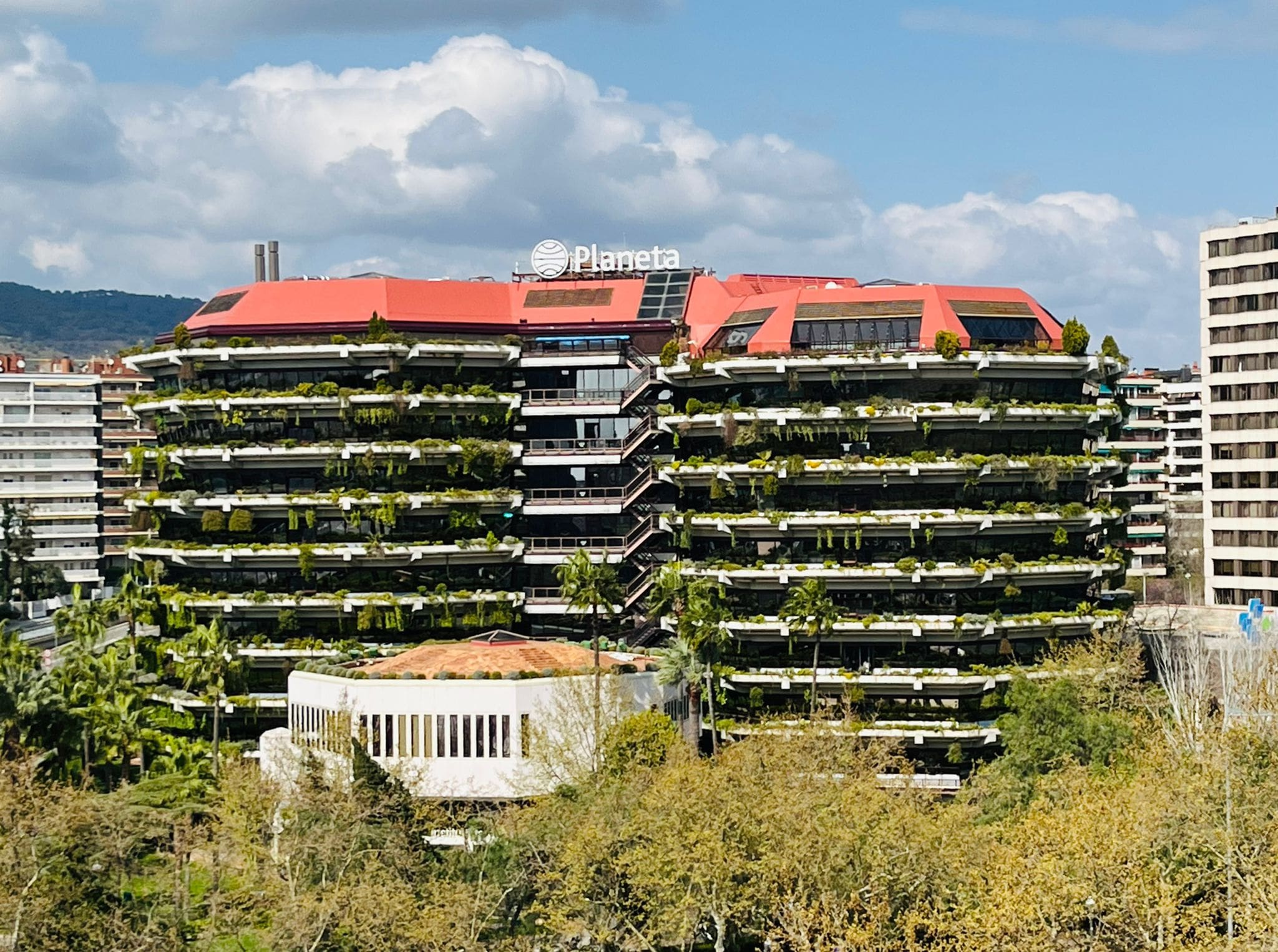
Edifici de l'antiga seu de Banca Catalana

El grup Banca Catalana s'esquerdava des de feia uns anys, els màxims executius no hi trobaven solució i el món econòmic veia a venir la catàstrofe. La crisi arrencà de les participacions industrials del grup, de la improductivitat de molts dels seus actius immobiliaris i de la discutible gestió dels rectors. Malgrat la crisi econòmica general, produïda pel canvi energètic del 1973, els administradors de Catalana encara apostaven fort per la indústria i absorbien altres bancs catalans amb dificultats.
Malgrat que Jordi Pujol estava completament deslligat de Banca Catalana des de l'any 1977 —coincidint amb la seva plena incorporació a la política— el fantasma de l'entitat que havia fet servir per «fer país» el perseguiria encara durant anys. Des del seu lloc de delegat a Catalunya del rotatiu El País, Alfons Quintà va publicar més de vint articles durant l'any 1980, després de l'elecció de Pujol com a president de la Generalitat, vinculant-lo a Banca Catalana i especialment als seus nombrosos problemes.
El juny de 1982 va esclatar la crisi de Banca Catalana quan l'agència Europa Press va fer de detonant anunciant com a notícia d'última hora una imminent suspensió de pagaments de l'entitat bancària. Al cap d'una estona, l'Agencia EFE i TVE Catalunya ho desmentien. El pànic fou immediat i la notícia va caure com una bomba amb una retirada massiva de dipòsits. El diari El País, en una editorial qualificà els responsables de «delincuentes de cuello blanco». Francesc Cabana, un dels fundadors de Banca Catalana, va dir que la premsa de Madrid «vol posar-nos a la presó». Es van intentar diverses fórmules, sobretot per salvar la catalanitat del grup, però no van donar resultat i l'última, la de la Caixa —que abans de la crisi havia negat l'ajuda—, va ser superada, segons el Fons de Garantia de Dipòsits, per la del conjunt de grans bancs espanyols, que finalment la van engolir. Mesos més tard, el pool de bancs es posava d'acord a cedir l'entitat ressuscitada al Banco de Vizcaya.
Aquest cas va dividir la societat catalana entre els partidaris de considerar Pujol intocable i que associaven el cas a un atac a Catalunya, i aquells que sostenien que al capdavant de la Generalitat hi havia un delinqüent que s'havia de fer fora per qualsevol mitjà.
L'octubre de 1982, en una votació històrica, el PSOE de Felipe González va aconseguir una amplíssima majoria absoluta. D'aquesta manera, Pujol perdia l'interlocutor privilegiat que tenia a Madrid fins al moment.
En el discurs de Cap d'Any de 1982, Pujol va fer una defensa del procés de transició democràtica, tot afirmant: «No només Catalunya, si no tot Espanya ha realitzat una transformació que ha sorprès el món. Quin altre país pot dir que ha sortit de 40 anys de dictadura sense traumatismes?».

### Majoria absoluta i querella
El 29 d'abril del 1984, Jordi Pujol va aconseguir guanyar per primera vegada per majoria absoluta. L'eufòria era justificada a les files de CiU, quasi un de cada dos votants havia votat al seu partit. El maltractament que el govern del PSOE des del 1982 havia donat a Catalunya va fer que molta gent es mobilitzés. A partir d'aquell dia, dues majories quedaven instaurades a l'Estat espanyol, la de Madrid, a càrrec del PSOE, i la de CiU, a Catalunya.
Dinou dies després de les eleccions, la nit del 18 de maig, una filtració del diari El País arribà a Lluís Prenafeta que comunicà de seguida a Jordi Pujol: l'endemà el rotatiu anava a publicar una querella contra Pujol. El 19 surt la notícia al diari i el 20 de maig fou presentada una querella per la Fiscalia General de l'Estat dirigida per Carlos Jiménez Villarejo contra Pujol i 24 exdirectius més de Banca Catalana. Deu dies més tard, unes dues-centes mil persones es van manifestar des del Parlament fins a la plaça de Sant Jaume en una expressió de suport a les institucions autonòmiques de Catalunya i d'adhesió al president Pujol, arran del cas Banca Catalana. Aquell dia, Jordi Pujol va aparèixer al balcó principal del Parlament després de la seva investidura com a president de la Generalitat per segon cop.
Se'ls acusava d'haver pagat extratipus a través de la caixa B del banc i de tenir autocartera. L'octubre de 1984 el magistrat Ignacio de Lecea va prendre declaració a Pujol durant dues hores i mitja a la seva residència oficial de la Casa dels Canonges, tràmit en el qual també van estar presents els fiscals Carlos Jiménez Villarejo i José María de Mena Álvarez, i els advocats defensors Joan Piqué Vidal i Juan Córdoba Roda.

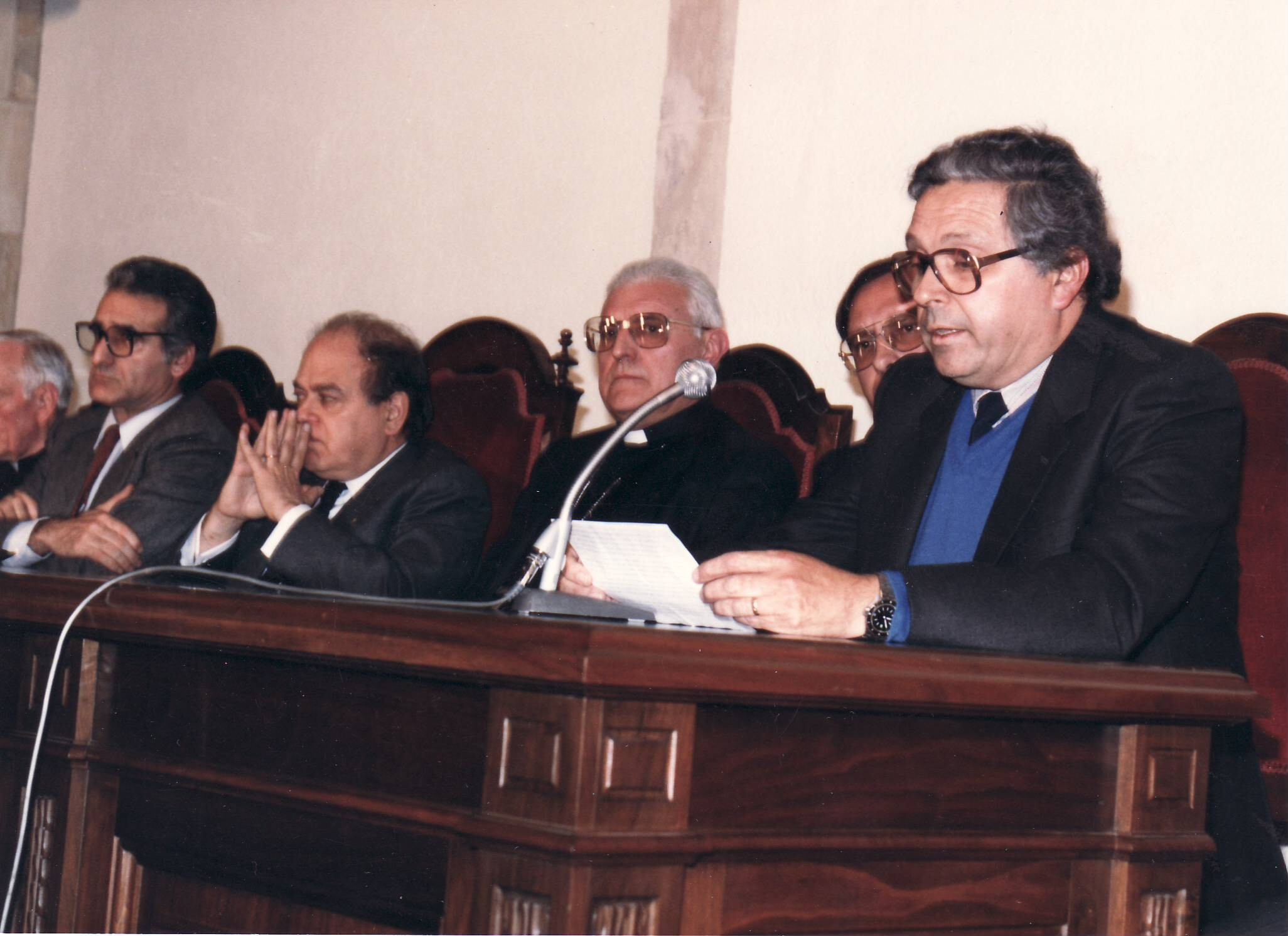
Jordi Pujol, segon per l'esquerra, durant la celebració del 25è aniversari de Cavall Fort

Hi ha un abans i un després de la querella. A CDC van començar temps de profunds dubtes per les conseqüències polítiques, Jordi Pujol era un lleó ferit, estava tocat, fins i tot li va canviar el caràcter, i va pensar a dimitir si era processat. A partir d'aquell moment es va crear una distància insalvable entre els que defensaven a ultrança Pujol i els que intentaven despolititzar la querella i consideraven que el president interpretava el paper de màrtir donant a entendre que la querella era contra Catalunya. El 1985, el diari ABC elegeix Jordi Pujol «espanyol de l'any 1984».
Després de la victòria socialista del 1982, el centre polític espanyol es va esfondrar. Aquest espai el va voler ocupar el número dos de Pujol i home a Madrid, Miquel Roca, a les eleccions espanyoles de 1986 mitjançant la creació del Partit Reformista Democràtic com a unió de diversos partits i personalitats amb candidatures a tot Espanya, excepte Galícia i Catalunya. Però l'aventura va ser un fracàs i el nou partit es va dissoldre pràcticament l'endemà de les eleccions: malgrat la intensitat de la campanya, la carta que Jordi Pujol volia jugar a Madrid només va obtenir l'1% dels vots i cap diputat.
El ple de l'Audiència Territorial de Barcelona va decidir el 26 de novembre del 1986, després de gairebé quatre anys d'instrucció, no processar a Jordi Pujol.

### Decisius a Espanya
Pujol es va referir algunes vegades als anys de majoria absoluta del PSOE com als anys de «la travessia del desert». Però l'any 1993, el partit socialista va perdre la majoria absoluta a les Corts espanyoles que havia conservat des de l'octubre del 1982, i això va permetre que CiU tornés a tenir un paper clau en la política espanyola, donant suport al govern com ho havia fet fins al 1982 amb els governs d'UCD. Després de gairebé onze anys al govern, el PSOE era un partit esgotat, però la dreta espanyola encara no generava confiança als electors. Ambdós factors van fer que el PSOE quedés en minoria i Pujol va veure l'oportunitat de ser decisiu a Espanya ajudant al mateix partit del qual s'havia sentit perseguit i enganyat. Els encarregats de la campanya de CiU varen vaticinar aquesta nova situació amb el lema «Ara decidirem».
La principal consecució que va obtenir CiU de la seva col·laboració amb el PSOE de Felipe González entre 1993 i 1996 fou la cessió del 15% de l'impost sobre la renda. Immediatament, la premsa i l'oposició de Madrid va parlar de xantatge. Aquest clima d'entesa es va veure estroncat per l'esclat de diversos casos de corrupció com els escàndols Rubio i Roldán del 1994 i pels casos GAL i CESID. L'octubre del 1995, Pujol va retirar de forma pactada el seu suport al govern espanyol, que no va poder aprovar els pressupostos generals de l'Estat i es va veure abocat a convocar eleccions avançades. La lleialtat de Pujol envers González i el fet que els diputats de Pujol fossin el puntal d'un govern devorat per la corrupció, van fer que CiU arrisqués tant la majoria absoluta, que la va perdre el 1995.

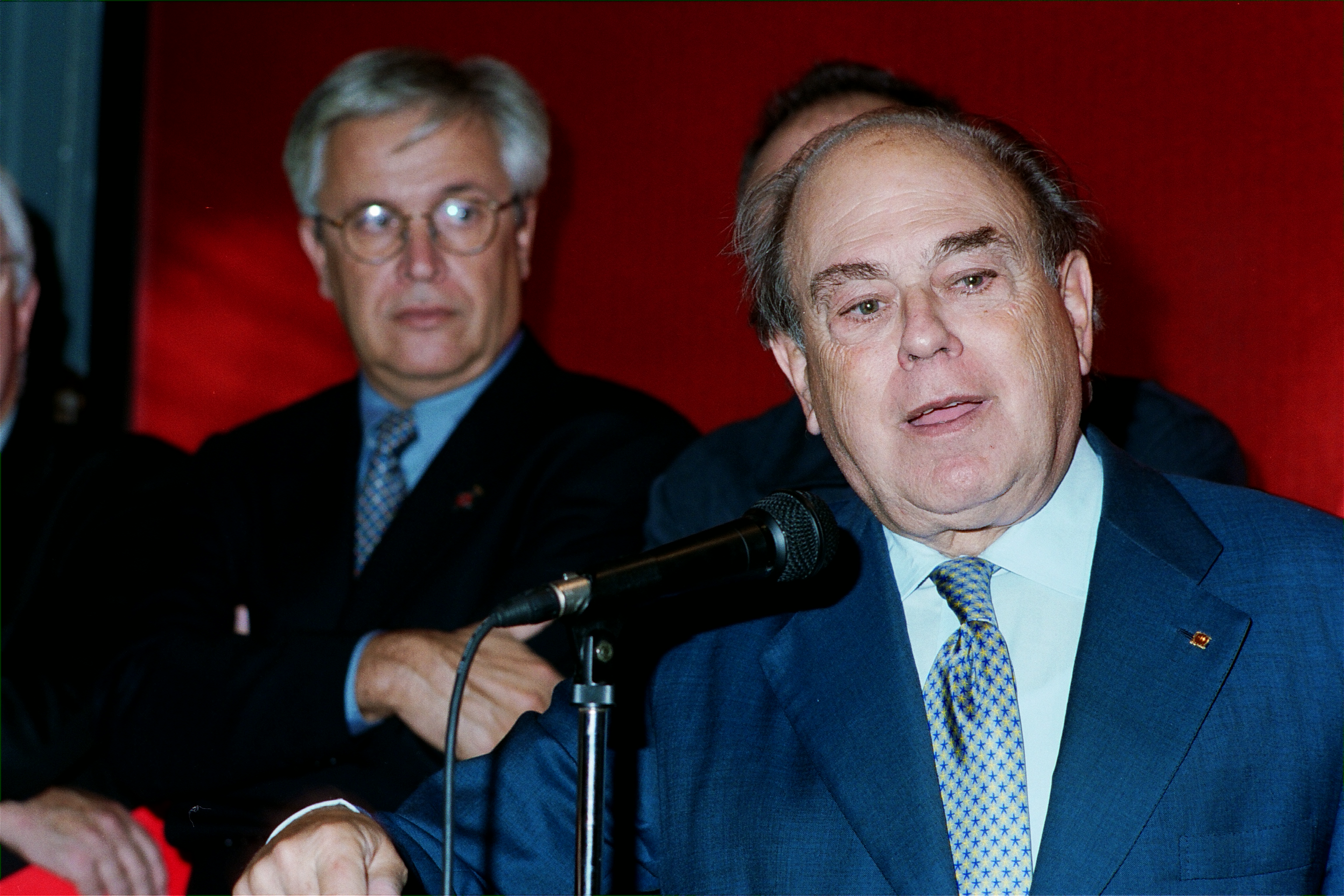
Jordi Pujol a l'MHC el 2001.

### Retirada de la primera línia política
Les darreres eleccions on es va presentar com a candidat van ser les de 1999, quan es va enfrontar a Pasqual Maragall. Un any després José María Aznar va tenir majoria absoluta a les eleccions espanyoles, fet que va fer que CiU fos més prescindible dins del mapa polític espanyol. Va ser llavors quan Pujol va nomenar Artur Mas i Gavarró com el seu successor. En el seu darrer missatge de Cap d'Any, el 2002, va fer una apel·lació ètica i va demanar «a tota la societat que s'analitzi a ella mateixa, que sigui capaç de pensar en l'interès general».
Un cop deixà la Generalitat, Pujol va obtenir el càrrec honorífic de president fundador de CDC. També va crear el Centre d'Estudis Jordi Pujol i a poc a poc va anar concedint entrevistes on cada vegada mostrava un perfil més sobiranista, sobretot a partir del 2012.
L'any 2003 feu donació a la Biblioteca de Catalunya del fons bibliogràfic recollit durant l'exercici del seu càrrec de president de la Generalitat, format per més de 16.000 documents.

### Diners a paradisos fiscals
El 25 de juliol de 2014, Jordi Pujol reconegué mitjançant un comunicat personal l'existència de diners no regularitzats a comptes a l'estranger des de 1980, que tenien origen en la deixa del seu pare Florenci. Segons el document, els fons s'acolliren a la regularització extraordinària promoguda pel Govern d'Espanya el 2012. Fins al comunicat, l'expresident havia negat la possessió de diners a paradisos fiscals i havia interposat una querella contra el diari El Mundo després de la publicació que la Policia Nacional havia informat de l'existència de 137 milions d'euros en comptes de la família Pujol a Ginebra. L'endemà de fer-se públic el comunicat de Jordi Pujol, El Mundo afirmà que la família podia acumular a paradisos fiscals uns 600 milions d'euros, segons les investigacions policials.
La confessió de Jordi Pujol generà una controvèrsia política que motivà l'anunci de la retirada de l'oficina institucional, la pensió vitalícia i el tractament de Molt Honorable per la Generalitat de Catalunya així com la renúncia als títols de president fundador de Convergència Democràtica de Catalunya i de Convergència i Unió. En aquesta mateixa línia, des de l'alcaldia de Barcelona se li reclamà el retorn de la medalla d'or de la ciutat, que Pujol feu efectiva l'agost del mateix any.
El 29 de gener de 2015, Jordi Pujol declarà davant del jutjat que no tenia cap document que acredités l'origen de la fortuna. L'expresident digué que no volia saber res dels diners «per por».

### Actualitat
El 21 de febrer del 2022 va participar en un acte públic sobre la Unió Europea organitzat pel Departament d'Acció Exterior de la Generalitat, juntament amb altres expresidents. Diversos mitjans van interpretar aquest esdeveniment com el retorn de Pujol a l'agenda pública després d'anys d'absència en actes institucionals.
El setembre del 2022 va patir un ictus greu, i va estar ingressat cinc dies a l'Hospital de Sant Pau de Barcelona
Després d'uns mesos, va anar recuperant progressivament la seva activitat social, publicant un llibre amb Ko Tazawa (L'última conversa (Trobada a Queralbs), Lapislàtzuli, 2023) i el febrer de 2023 es va presentar la reedició del seu primer llibre Des dels turons a l'altra banda del riu (Comanegra)

## Pujolisme
El sociòleg Vicenç Navarro ha definit el Pujolisme com un:
| «                | projecte polític de sectors de la burgesia, petita burgesia i classe mitjana de renda alta, així com de components importants de l'Església a Catalunya, que intenta mobilitzar amplis sectors de la societat catalana, incloent les seves classes populars, amb l'objectiu d'assolir una cohesió multiclassista al voltant del concepte de nació catalana, que defineixen com incloent. | » |
| — Vicenç Navarro | |   |

Segons la politòloga Montserrat Guibernau, l'ideari de Jordi Pujol es podria resumir en els conceptes «construir Catalunya» i «nacionalisme del benestar». El pujolisme va marcar l'agenda política catalana durant més de dues dècades i ha influït en un gran nombre de polítics posteriors. Alguns dels seus trets més diferencials són:
- Identificació de CiU amb catalanitat: Pujol va ser capaç de convertir CiU en un projecte on cabien diverses opcions polítiques de caràcter catalanista, des d'independentistes moderats fins a persones de dretes que anteriorment havien donat suport al franquisme. Va ser capaç de barrejar socialdemocràcia, liberalisme i democràcia cristiana en un projecte catalanista i transversal.[67]
- Relació amb Espanya: CiU va voler intervenir activament en la política espanyola, amb més o menys èxit. Una mostra de la voluntat de Pujol d'intervenir a Espanya és el seu projecte del Partit Reformista Democràtic, amb Miquel Roca.[67]
- «Peix al cove»: Sistema de negociació política que prima els resultats per davant de les estratègies. Pujol va aprofitar oportunismes i posicions de poder negociador per demanar traspassos de competències o millores del finançament autonòmic.[67]
- Barcelona-Catalunya: La forta influència del PSC a Barcelona i l'Àrea Metropolitana feien de contrapoder de la Generalitat. Pujol sempre va mirar amb recel la possible macrocefàlia de Barcelona.[67]
- Europeisme: Pujol sempre ha tingut un marcat perfil europeista, com demostra la creació del Patronat Català Pro Europa, l'Institut Català d'Estudis Mediterranis o la seva presidència a l'Assemblea de les Regions d'Europa entre 1992 i 1996.[67]

## Guardons
Orde Olímpic d'or

## Ascendents
|  |                                     |  |  |  |  |  |  |  |  |  |  |  |  |  |  |  |
|  | Salvador Pujol i Balló (1838-?)     |  |  |  |  |  |  |  |  |  |  |  |  |  |  |  |
|  |                                     |  |  |  |  |  |  |  |  |  |  |  |  |  |  |  |
|  |                                     |  |  |  |  |  |  |  |  |  |  |  |  |  |  |  |
|  | Ramir Pujol i Rosa (1878-?)         |  |  |  |  |  |  |  |  |  |  |  |  |  |  |  |
|  |                                     |  |  |  |  |  |  |  |  |  |  |  |  |  |  |  |
|  |                                     |  |  |  |  |  |  |  |  |  |  |  |  |  |  |  |
|  | Maria Rosa i Palau (1835-?)         |  |  |  |  |  |  |  |  |  |  |  |  |  |  |  |
|  |                                     |  |  |  |  |  |  |  |  |  |  |  |  |  |  |  |
|  |                                     |  |  |  |  |  |  |  |  |  |  |  |  |  |  |  |
|  | Florenci Pujol i Brugat (1906-1980) |  |  |  |  |  |  |  |  |  |  |  |  |  |  |  |
|  |                                     |  |  |  |  |  |  |  |  |  |  |  |  |  |  |  |
|  |                                     |  |  |  |  |  |  |  |  |  |  |  |  |  |  |  |
|  | Andreu Brugat i Brocomart           |  |  |  |  |  |  |  |  |  |  |  |  |  |  |  |
|  |                                     |  |  |  |  |  |  |  |  |  |  |  |  |  |  |  |
|  |                                     |  |  |  |  |  |  |  |  |  |  |  |  |  |  |  |
|  | Concepció Brugat i Gibert           |  |  |  |  |  |  |  |  |  |  |  |  |  |  |  |
|  |                                     |  |  |  |  |  |  |  |  |  |  |  |  |  |  |  |
|  |                                     |  |  |  |  |  |  |  |  |  |  |  |  |  |  |  |
|  | Teresa Gibert i Fàbrega             |  |  |  |  |  |  |  |  |  |  |  |  |  |  |  |
|  |                                     |  |  |  |  |  |  |  |  |  |  |  |  |  |  |  |
|  |                                     |  |  |  |  |  |  |  |  |  |  |  |  |  |  |  |
|  | Jordi Pujol i Soley                 |  |  |  |  |  |  |  |  |  |  |  |  |  |  |  |
|  |                                     |  |  |  |  |  |  |  |  |  |  |  |  |  |  |  |
|  |                                     |  |  |  |  |  |  |  |  |  |  |  |  |  |  |  |
|  | Bruno Soley i Pons                  |  |  |  |  |  |  |  |  |  |  |  |  |  |  |  |
|  |                                     |  |  |  |  |  |  |  |  |  |  |  |  |  |  |  |
|  |                                     |  |  |  |  |  |  |  |  |  |  |  |  |  |  |  |
|  | Joan Soley i Sala (1877-1964)       |  |  |  |  |  |  |  |  |  |  |  |  |  |  |  |
|  |                                     |  |  |  |  |  |  |  |  |  |  |  |  |  |  |  |
|  |                                     |  |  |  |  |  |  |  |  |  |  |  |  |  |  |  |
|  | Coloma Sala i Casamiquela           |  |  |  |  |  |  |  |  |  |  |  |  |  |  |  |
|  |                                     |  |  |  |  |  |  |  |  |  |  |  |  |  |  |  |
|  |                                     |  |  |  |  |  |  |  |  |  |  |  |  |  |  |  |
|  | Maria Soley i Mas (1912-2007)       |  |  |  |  |  |  |  |  |  |  |  |  |  |  |  |
|  |                                     |  |  |  |  |  |  |  |  |  |  |  |  |  |  |  |
|  |                                     |  |  |  |  |  |  |  |  |  |  |  |  |  |  |  |
|  | Joan Mas i Xiviller (1848-?)        |  |  |  |  |  |  |  |  |  |  |  |  |  |  |  |
|  |                                     |  |  |  |  |  |  |  |  |  |  |  |  |  |  |  |
|  |                                     |  |  |  |  |  |  |  |  |  |  |  |  |  |  |  |
|  | Maria Mas i Riera (1881-?)          |  |  |  |  |  |  |  |  |  |  |  |  |  |  |  |
|  |                                     |  |  |  |  |  |  |  |  |  |  |  |  |  |  |  |
|  |                                     |  |  |  |  |  |  |  |  |  |  |  |  |  |  |  |
|  | Eulàlia Riera i Pi (1850-?)         |  |  |  |  |  |  |  |  |  |  |  |  |  |  |  |
|  |                                     |  |  |  |  |  |  |  |  |  |  |  |  |  |  |  |
|  |                                     |  |  |  |  |  |  |  |  |  |  |  |  |  |  |  |